# مجمع مباقر
مجمع مباقر قرية سوريّة تتبع إداريّاً لمحافظة حلب منطقة منبج ناحية خفسة، بلغ تعداد سكانها (160) نسمة حسب التعداد السكاني لعام 2004.